# Garczynski Traploir
 (décembre 2018).
Garczynski Traploir est une ancienne entreprise française, aujourd'hui filiale du groupe français Vinci Energies, spécialisée dans la construction de réseaux d'électricité, télécommunications, eau et gaz.

## Historique
La société Garczynski et Traploir trouve ses origines en 1919, avec l'association de deux anciens camarades de tranchée de 14-18, André Garczynski et Gaston Traploir. Fondée au Mans, elle est spécialisée dans la construction de réseaux électriques, alors que l'électrification de la France est en plein essor. L'entreprise acquiert rapidement les marchés de travaux dans l'Ouest de la France. Dès les années 1930, elle ajoute à ses activités les réseaux d'eau.
Après la Seconde Guerre mondiale, Garczynski Traploir dépend de la Compagnie générale des eaux. Elle connait un développement spectaculaire, grâce à la Reconstruction, le développement de lignes de transport Haute et Très Haute Tension, des postes-sources et des châteaux d'eau.  
En 1970, les activités de la société sont liées à celles des sociétés Mors Jean Bouchon et Fournié-Grospaud, formant un nouveau holding, la UEER. Ce dernier deviendra la GTIE (Générale de Travaux et d'Installations Électriques). Au sein de la GTIE, Garczynski Traploir continue ses activités au pôle Énergies-Informations du groupe VINCI, et elle est spécialisée dans le développement de l'énergie électrique et les technologies des télécommunications.

## Réalisations
Garczynski Traploir fut un acteur majeur dans l'électrification du Grand Ouest, et de nombreux réseaux électriques basse tension, moyenne tension et des postes de distribution rurales témoignent de son passage. De nombreux hameaux furent électrifiés entre la fin des années 1940 et le début des années 1960.
Comme toutes les sociétés spécialisées en construction de réseaux électriques, Garczynski Traploir avait leur propre production d'éléments en béton armé, notamment les poteaux de lignes aériennes et des éléments de postes-tour de transformation rurale. Ils étaient signés Garczynski Traploir et parfois datés. Ces traces sont encore largement visibles dans certains hameaux du Grand Ouest, où d'anciennes lignes aériennes alimentant quelques fermes isolées sont encore debout.

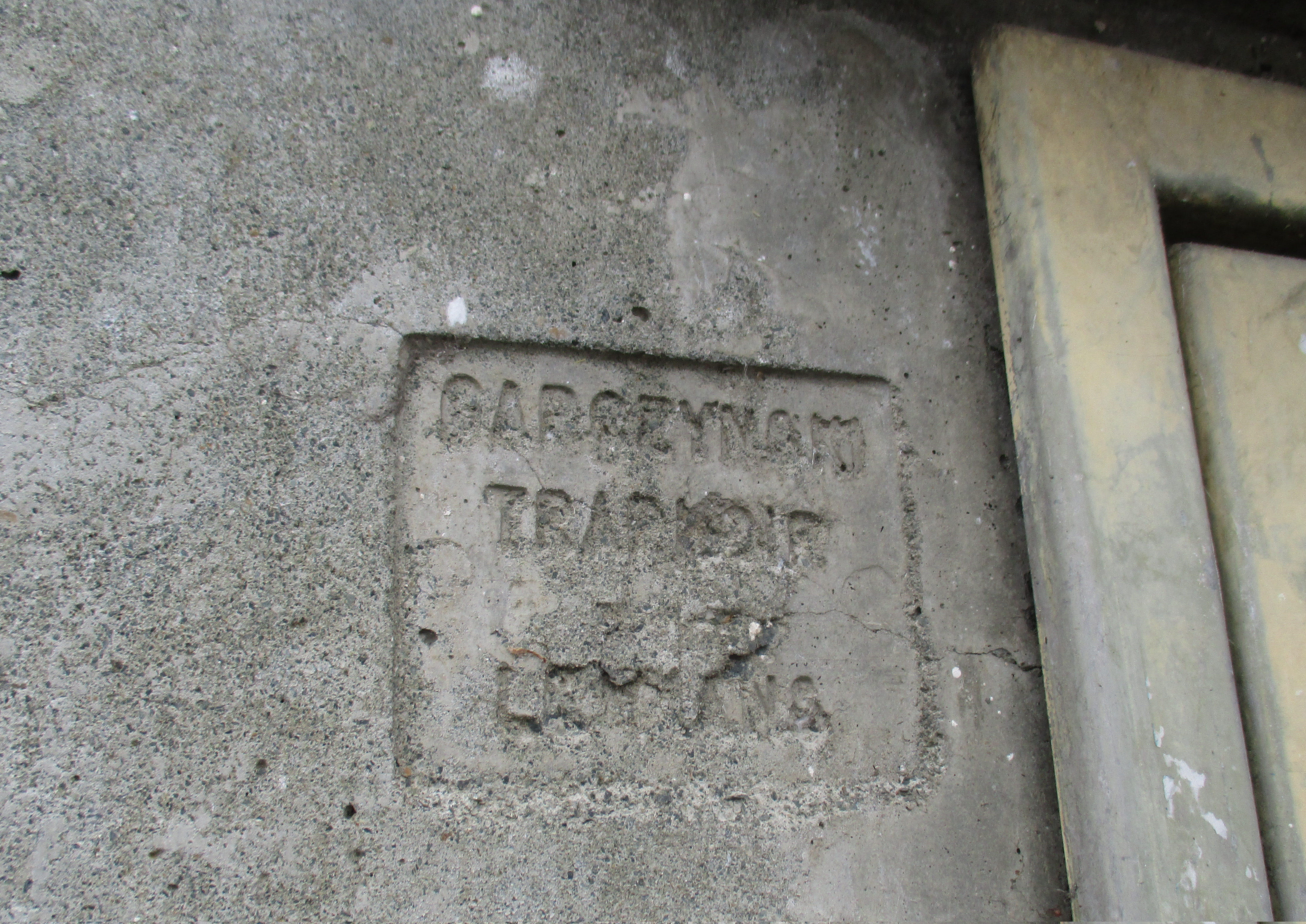
Signature sur un poste-tour.
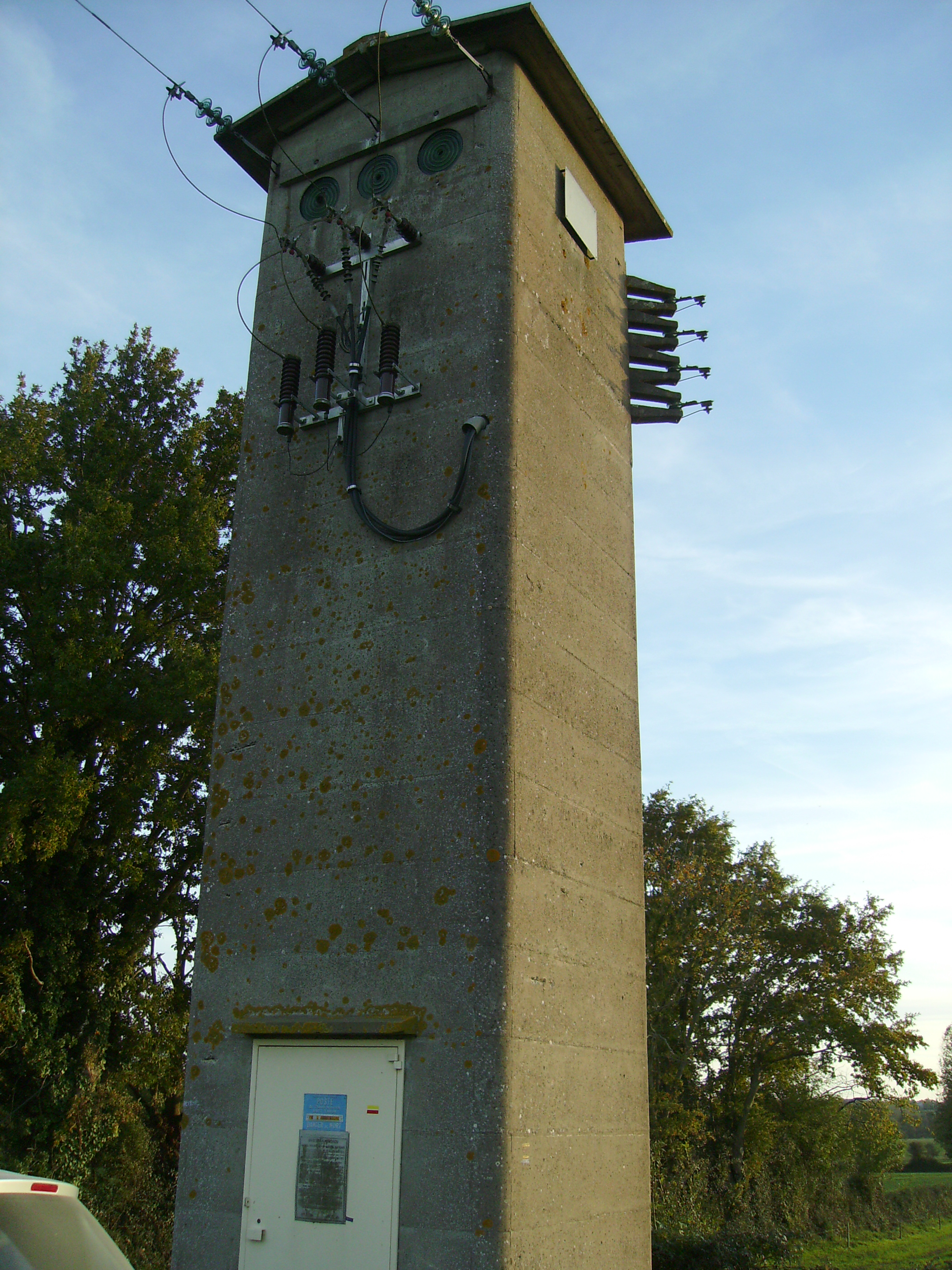
Poste de transformation en béton armé, fabriqué par Garczynski Traploir.
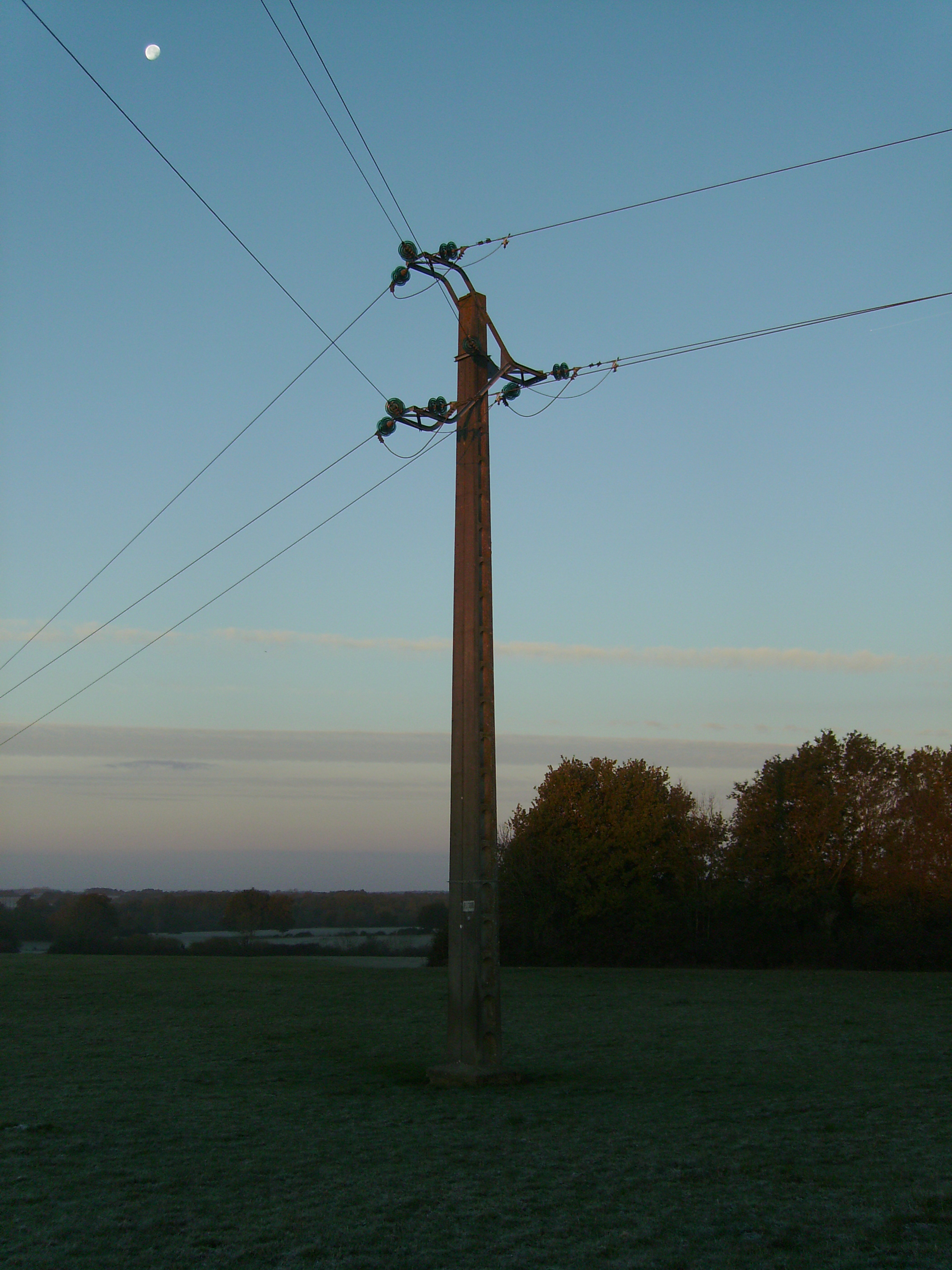
Poteau béton Garczynski Traploir soutenant une ligne HTA.
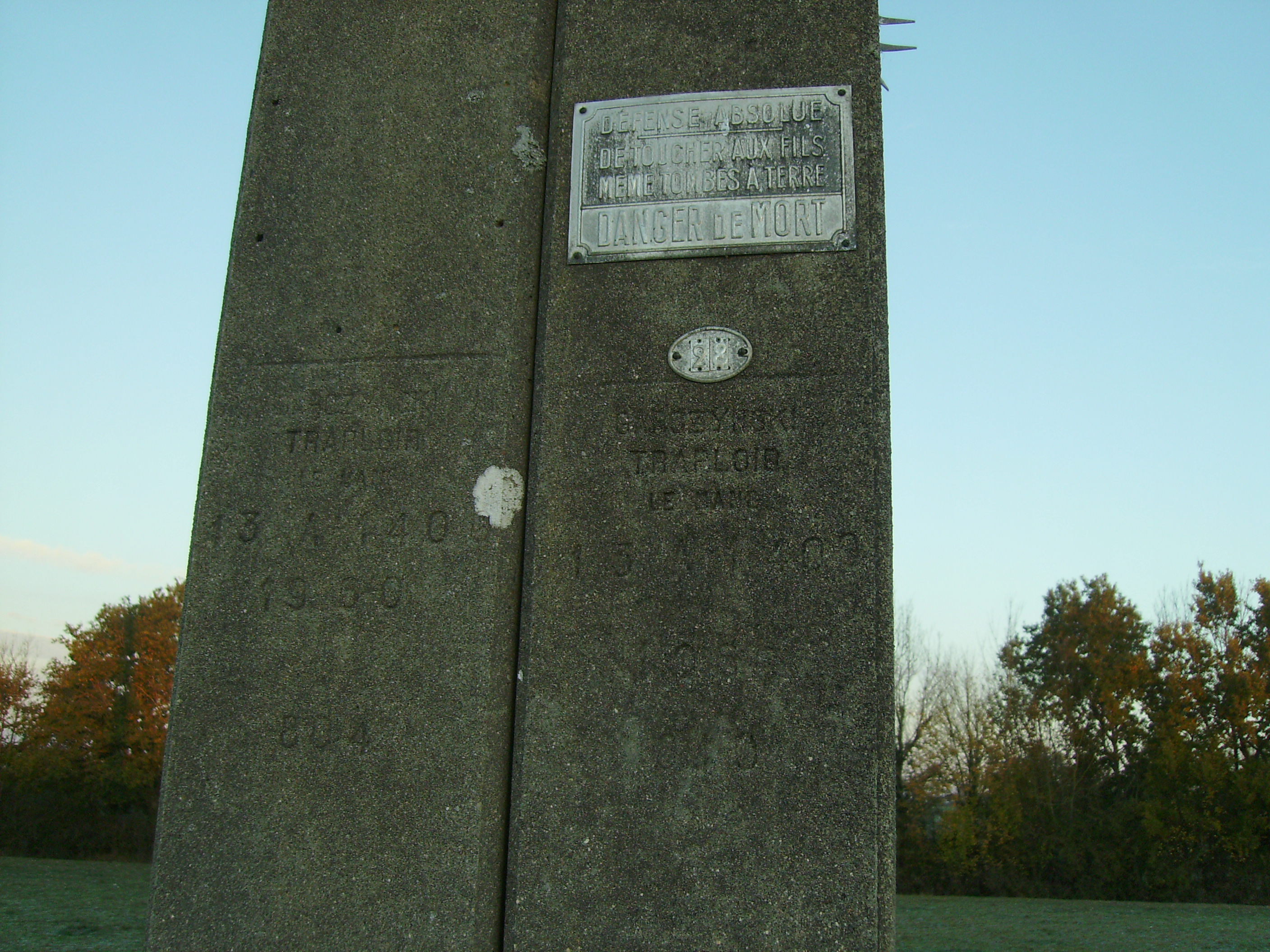
Inscriptions Garczynski Traploir sur supports béton moisés.